# Al-Mulk
Al-Mulk (arabisch الملك al-Mulk ‚Die Königsherrschaft‘) ist die 67. Sure des Korans, sie enthält 30 Verse. Die Sure gehört in die zweite mekkanische Periode (615–620), ihr Titel bezieht sich auf den ersten Vers. Sie preist Gott als Inhaber der Königsherrschaft, als Schöpfer von Tod und Leben, Himmel, Hölle und Erde, als Ursprung des Lebensunterhalts, der Auferstehung und des Gerichtes. Der Schlussvers: „Was meint ihr, wenn euer Wasser versiegen sollte, wer könnte euch sprudelndes Wasser bringen?“ bezieht sich auf den Brunnen Zamzam zu Mekka.